# Dolichamphilius longiceps
Dolichamphilius longiceps es una especie de pez de la familia Amphiliidae en el orden de los Siluriformes.

## Morfología
Los machos pueden llegar alcanzar los 4,2 cm de longitud total.
- Número de vértebras: 40.[1]

## Hábitat
Es un pez de agua dulce y de clima tropical.

## Distribución geográfica
Se encuentran en África: río Lualaba (cerca de Kisangani, República Democrática del Congo ).